# Kirsi
Kirsi ist ein weiblicher Vorname aus Finnland. Es ist eine Koseform von Christine. In Finnland war Kirsi einer der beliebtesten weiblichen Vornamen zwischen 1960 und 1970.

## Namenstag
Namenstag ist der 24. Juli.

## Bekannte Namensträger
- Kirsi Kunnas (* 1924), finnische Dichterin und Kinderbuchautorin
- Kirsi Boström (* 1968), finnische Orientierungsläuferin
- Kirsi Hänninen (* 1976), finnische Eishockeyspielerin
- Kirsi Heikkinen (* 1978), finnische Fußballschiedsrichterin
- Kirsi Hyttinen (* 1986), finnische Volleyball- und Beachvolleyballspielerin